# Морський слон південний
Морський слон південний (Mirounga leonina) — вид тварин родини тюленевих. Діапазон поширення включає широку смугу навколоантарктичних вод, на північ сягаючи півдня Південної Америки, а також Нової Зеландії й Тасманії.

## Характеристики
Південний морський слон є найбільшим видом ластоногих. Дорослі самці зазвичай досягають 4.5 м, максимум 5.8 м в довжину і важать 1500-3000 кг, максимальна вага близько 3700 кг. Дорослі самиці подібні за розмірами і вагою до самиць Mirounga angustirostris, 350—600 кг, винятково великі самиці досягають 800 кг. Новонароджені щенята близько 1,3 м і 40-50 кг. Щенята народжуються в довгому чорному хутрі, яке через близько 3 тижні змінюється сріблясто-сірим, жовтувато-сірим знизу, хутром. Самиці досягають статевої зрілості у віці від 3 до 5 років, а самці досягають статевої зрілості у віці 4 років. Дорослі самці і самиці виходять на берег, для розмноження з серпня по жовтень.
Цей вид є одним з найяскравіших прикладів багатоженства серед ссавців. Живлення виду пов'язано з далекими подорожами з виключно глибокими зануреннями. Глибина занурення і тривалість змінюватися протягом року, а також між самцями й самицями, але зазвичай лежить в діапазоні від 300 до 500 м в глибину і від 20 до трохи більше 30 хвилин в тривалості. Максимальна глибина 1430 м була записана для самиці, після її повернення в море після линьки. Інша самиця після линьки здійснила дивовижне занурення тривалістю 120 хвилин, що на сьогоднішній день є найдовшим з коли-небудь зареєстрованих занурень для ластоногих.
Здобич складається з приблизно 75% кальмарів і 25% риби. Хижаками для цього виду є косатки, великі акули, морські леопарди.